# Louise Aitken-Walker
Louise Aitken-Walker, née le 21 juin 1960 à Duns (Berwickshire),  est une femme pilote automobile écossaise, de rallyes et de touring cars.

## Biographie
Elle commence la compétition en 1979, sur Ford.
Elle dispute 22 courses comptant pour le championnat do monde (WRC), de 1979 à 1992, sur Ford Fiesta, puis Escort, puis Alfa Romeo, Nissan, Peugeot 205 GTI, Vauxhall, et Opel. Ses meilleurs résultats au classement général sont acquis avec le GM Eurosport team, sur Opel Kadett GSI 16V: 10e du RAC Rally (1991, à son avant-dernière participation au WRC), 11e au rallye Monte-Carlo (1990), 11e au rallye de Nouvelle-Zélande (1990), et 13e au rallye d'Australie (1990) (le tout avec Tina Thörner pour copilote, les deux femmes étant victimes d'un grave accident au rallye du Portugal en 1990, avec chute dans un lac profond).
Elle dispute également une dizaine de courses comptant pour le championnat d'Europe des rallyes, de 1982 à 1992 (3e du rallye du Pays de Galles en 1991, 4e du rallye d'Écosse en 1991, 5e du rallye Škoda (tchèque) en 1984, 5e du rallye du Pays de Galles en 1986, 5e du rallye de l'île de Man en 1989, et 5e du rallye d'Écosse en 1992, ultime année régulièrement accomplie, où elle termine également 5e du rallye Pirelli, en BRC cette-fois) (années 1991 et 1992 sur Ford Sierra RS Cosworth 4x4).
En 1993, elle quitte le monde des rallyes pour fonder une famille et mieux s'accomplir professionnellement.
En 2008, elle dispute encore le Colin McRae Forest Stages (terminant 43e).

## Palmarès

### Titre
- Coupe FIA des dames du championnat du monde des rallyes : 1990 (1re lauréate, sur Opel Kadett GSI du team GM Eurosport, avec Tina Thörner):
- Championne d'Europe des rallyes: 1989;
- Championne d'Asie-Pacifique des rallyes: 1990;
- Vainqueur de la catégorie "Groupe Un" du championnat britannique des rallyes: 1982;
- Vainqueur de la catégorie "Classe 2Litres" du championnat britannique touring: 1989 (circuits);
- Vainqueur du Ford's Find a Lady Driver: 1979;
- Première femme à remporter une épreuve du championnat britannique des rallyes: 1983;
  - 3e du championnat britannique des rallyes (BRC): 1984 (National), et 1985 (Open) (5e en 1988).

### Victoires
- Coupe des Dames au rallye Monte-Carlo: 1983 (copilote Ellen Morgan), et 1990 (copilote Tina Thörner);
- Coupe des Dames au rallye de Grande-Bretagne: 1981, 1985 (& vainqueur de classe), 1986 et 1989 (copilote Ellen Morgan), 1990 et 1992  (copilote Tina Thörner) (à 6 reprises, devancée en nombre de victoires par la seule Pat Moss (8 - record);
- Coupe des Dames au rallye de Nouvelle-Zélande: 1990 (copilote Tina Thörner);
- Coupe des Dames au rallye d'Australie: 1990 (copilote Tina Thörner);
- Coupe des Dames au rallye Sanremo: 1990 (copilote Tina Thörner);

Meilleurs résultats en course:
- "Peter Russek" Rally: 1983 (copilote Ellen Morgan, sur Ford Escort (BRC));
- 5 victoires de classe (& vainqueur de classe) dans le championnat britannique de 1987 (désormais BRC Open);
- 2 victoires de classe (& vainqueur de classe 2L) dans le championnat britannique -touring- de 1989 (BTCC - circuits de Silverstone, et de Thuxton);
- 2e du rallye international Cartel: 1988 (copilote Ellen Morgan, sur Peugeot 205 GTI (BRC)).

## Récompenses
- Pirelli Diamond: 1983 (pour sa 1re victoire en BRC);
- National Rally Driver of the Year: 1987 (lecteurs de la revue Autosport);
- Sir Henry Segrave Trophy: 1991 (pour la meilleure performance mécanique annuelle d'un britannique, sur terre, sur mer, ou dans les airs);
- Driver of the Year: 1990, par la Guild of Motor Writers (composée de journalistes sportifs automobiles britanniques);
- Driver of the Year: 1990, par la BBC (il lui est attribué un -unique- Prix Good Sport, cette année-là);
- Top British driver: 1992;
- Jim Clark Memorial Trophy: 1992 (par la fédération automobile écossaise: meilleure performance annuelle d'un écossais);
- Membre de l'Empire Britannique (MBE): 1992;
- Membre du Hall of fame des sportifs écossais: 2002 (l'une des 50 personnalités de la première promotion inaugurale, avec 3 autres pilotes, dont Jim Clark et Sir Jackie Stewart.

## Responsabilités
- Vice-présidente du Berwick & District Motor Club (Président Andrew Cowan, lui aussi originaire d'une ferme de Duns), club organisateur d'un rallye du BRC.